# Lucija Bešen
Lucija Bešen (* 23. März 1998 in Zagreb) ist eine kroatische Handballspielerin, die dem Kader der kroatischen Nationalmannschaft angehört.

## Karriere

### Im Verein
Bešen begann das Handballspielen im Alter von sechs Jahren. Die Torhüterin spielte beim kroatischen Verein ŽRK Sesvete Agroproteinka. Am 16. Oktober 2014 wurde Bešen im Alter von 16 Jahren erstmals in der Erstligamannschaft von Sesvete Agroproteinka eingesetzt, wobei diese Partie gegen ŽRK Lokomotiva Zagreb ihr einziger Einsatz in der Saison 2014/15 war. Ab der darauffolgenden Saison wurde sie häufiger in den Erstligakader berufen. Am 12. Dezember 2015 hielt sie im Erstligaspiel gegen ŽRK Đakovo insgesamt 38 von 52 Würfen. Im Januar 2020 wurde Bešen gegen eine Summe von 40.000 Kuna vom Ligakonkurrenten ŽRK Lokomotiva Zagreb aus dem laufenden Vertrag herausgekauft. Dort schloss sie die Lücke, die nach dem Abgang von Tea Pijević entstand. Bešen verlor mit Lokomotiva das Finale des EHF European Cups 2020/21 gegen die spanische Mannschaft Rincón Fertilidad Málaga. Eine Woche nach dem verlorenen Europapokalfinale gewann sie mit Lokomotiva den kroatischen Pokal. 2022 gewann sie mit Lokomotiva die kroatische Meisterschaft. Im Sommer 2022 schloss sie sich ŽRK Podravka Koprivnica an. Mit Podravka Koprivnica gewann sie 2024 und 2025 die kroatische Meisterschaft sowie 2024 und 2025 den kroatischen Pokal.

### In der Nationalmannschaft
Bešen lief für die kroatische Jugend- und Juniorinnennationalmannschaft auf. Obwohl Bešen im Jahr 1998 geboren wurde, gehörte sie zusätzlich dem Kader der kroatischen Nationalmannschaft der Jahrgänge 1996 und 1997 an. Mit diesen Auswahlmannschaften nahm sie an der U-17-Europameisterschaft 2015 und an der U-19-Europameisterschaft 2017 teil. Mittlerweile gehört sie dem Kader der kroatischen A-Nationalmannschaft an. Bei der Europameisterschaft 2020 gewann sie mit der kroatischen Auswahl die Bronzemedaille. In acht Partien hielt Bešen 8 von 62 Würfen. Bis auf das Spiel gegen den späteren Europameister Norwegen, erhielt sie im Turnierverlauf nur wenige Spielanteile. Mit Kroatien gewann sie die Silbermedaille bei den Mittelmeerspielen 2022. Bešen bestritt zwei Spielen bei der Europameisterschaft 2022, in denen sie 9 von 21 Würfen parierte. Bei der im darauffolgenden Jahr ausgetragenen Weltmeisterschaft, bei der Kroatien den 14. Platz belegte, erhielt sie größere Spielanteile und hielt 31 von 79 Würfen.